# José María Noriega
José María Noriega Aldekoa (Bilbao, 14 de noviembre de 1958) es un exfutbolista español que se desempeñaba como delantero. Debutó en Primera División, como jugador del Athletic Club, el 16 de marzo de 1980 en una victoria por 0 a 1 ante el Atlético de Madrid.
Fue uno de los delanteros del equipo bilbaíno que conquistó dos Ligas en 1983 y 1984. Su gol más recordado lo marcó en el Estadio Luis Casanova en el minuto 85, en la jornada 33, permitiendo así que el Athletic llegara líder a la última jornada de la Liga 1983-84. En total marcó 56 goles en 244 partidos.
También fue coordinador de la cantera del Athletic Club bajo el mandato de Fernando Lamikiz.

## Clubes
| Club            | País   | Año         |
| --------------- | ------ | ----------- |
| Bilbao Athletic | España | 1977 - 1980 |
| Athletic Club   | España | 1979 - 1987 |
| CD Tenerife     | España | 1987 - 1989 |

## Palmarés
| Título              | Club          | País   | Año  |
| ------------------- | ------------- | ------ | ---- |
| Liga española       | Athletic Club | España | 1983 |
| Liga española       | Athletic Club | España | 1984 |
| Copa del Rey        | Athletic Club | España | 1984 |
| Supercopa de España | Athletic Club | España | 1984 |